# Ruokossaari
Ruokossaari är den största ön i sjön Ruokosjärvi i kommunen Keuru i landskapet Mellersta Finland, i Finland, 230 km norr om huvudstaden Helsingfors. Då ön är förbunden med fastlandet genom en vägbank är den inte längre en egentlig ö. Dess area är 5,7 hektar, varav en del jordbruksmark.